# Стрельба в Университете штата Флориды (FSU)
Стрельба в Университете штата Флориды произошла днём 17 апреля 2025 года, не далеко от здания Студенческого союза. Нападавший приехал к университету на машине, вышел из машина и преступил к стрельбе по студентам которые находились возле входа в здание, после чего стрелок вошёл в университет и открыл стрельбу в здании . К тому моменту большинство студентов и учителей успели закрыться в классах, нападавший пытался выбить дверь. Всё оставшееся время он ходил по пустым коридорам и искал студентов. К этому времени сотрудники ФБР начали штурм университета и задержали нападавшего.

## Стрельба
Неизвестный припарковался на машине Hummer оранжевого цвета достав винтовку из машины он прицелился по людям ходящим по двору школы и открыл огонь, не попав не по кому он поставил винтовку и взяв пистолет с машины он убил двух людей которые шли в сторону выстрелов. Забежав в школу нападавший открыл стрельбу по учащимся университета, в тот момент у университета начало скапливаться полиция и ФБР, через пару минут ФБР предпримет удачную попытку штурма. ФБР удалось захватить живьём нападавшего.

## Слова очевидцев
По словам Третьекурсницы Маккензи Хитер: «В кампусе на автомобиле Нummer оранжевого цвета припарковался молодой человек. Он был одет в обычные футболку и шорты. Когда стрелок вылез из машины, у него в руке была винтовка, и он сразу же стал стрелять, но ни в кого не попал. Тогда он взял из автомобиля пистолет и возобновил стрельбу. Маккензи, к счастью, смогла убежать. За полминуты она услышала 15 выстрелов».
Студентка Ава Аренадо рассказала: «Моя учительница тут же начала баррикадировать дверь… а потом другая ученица сказала, что она лучше пойдет домой, поэтому мы все просто побежали к своим машинам».
Студент Блейк Леонард добавил что слышал в общей сложности около 30 выстрелов. На место происшествия прибыли сотрудники полиции и ФБР.
Студент Университета штата Флорида Бен Вейтсман побежал к лифту и укрылся в комнате отдыха персонала, когда услышал о стрельбе в кампусе.

## Реакции
Президент США Дональд Трамп заявил: 
«Я был проинформирован об активной стрельбе в Университете штата Флорида в Таллахасси. Я думаю, что это активный стрелок, полностью осведомленный о том, где мы сейчас находимся. Обидно. Ужасно, ужасно, что происходят такие вещи, и мы позже об этом скажем». 
Пресс-секретарь Белого дома Кэролайн Ливитт заявила, что администрация «активно следит за ситуацией».